# Consuelo Pondé de Sena
Consuelo Pondé de Sena (Salvador, 19 de janeiro de 1934 – Salvador, 14 de maio de 2015) foi uma geógrafa, antropóloga, historiadora e professora universitária brasileira.
Uma das principais intelectuais baianas, entre a segunda metade do século XX e o início do século XXI, presidiu o Instituto Geográfico e Histórico da Bahia (IGHB) por cinco mandatos. Era membro da Academia de Letras da Bahia e correspondente da Academia Portuguesa da História.

## Biografia
Filha de Maria Carolina Montanha Pondé e do médico Edístio Pondé, fez os estudos iniciais no Colégio Nossa Senhora Auxiliadora, e o então curso clássico, no Colégio Nossa Senhora das Mercês. Em seguida, prestou vestibular na Faculdade de Filosofia e Ciências Humanas (FFCH) da Universidade Federal da Bahia (UFBA), sendo aprovada no primeiro lugar. Formou-se em Geografia e História, tendo sido orientada pelo historiador José Wanderley de Araújo Pinho.
Após graduar-se, especializou-se em Língua Tupi e Etnologia Geral e do Brasil. Concluiu o mestrado em Ciências Sociais no ano de 1977, com a dissertação  Introdução ao estudo de uma comunidade do agreste baiano – Itapicuru 1830-1892.
Ingressando como professora da Universidade Federal da Bahia, ali chefiou o Departamento de Antropologia e Etnologia da Faculdade de Filosofia e Ciências Humanas e dirigiu o Centro de Estudos Baianos. Sua carreira no magistério universitário começara substituindo provisoriamente o professor Frederico Edelweiss, na cátedra de Língua Tupi, entre 1959 e 1960. Três anos depois, assumiu a cátedra de forma definitiva, em razão da aposentadoria de Edelweiss. Mais tarde, habilitou-se à vaga por concurso, lecionando a disciplina por trina e um anos. Ainda na FFCH da UFBA, lecionou História da Arte e, no curso de jornalismo da mesma universidade, assumiu a cadeira de História da Cultura Artística e Literária.
Integrou por muitos anos a diretoria da Casa de Ruy Barbosa, da qual também foi presidenta, e dirigiu o Arquivo Público do Estado da Bahia, de 1986 a 1990. Presidiu o IGHB por cinco mandatos, entidade que frequentava desde menina, levada pelo pai.
Em 1997 presidiu a comissão encarregada dos eventos comemorativos aos 150 anos de nascimento do poeta Castro Alves. Também presidiu o IV e V Congressos de História da Bahia (1999 e 2001).
Dentre as homenagens e honrarias que recebeu, estão a medalha da Ordem do Infante D. Henrique do Governo de Portugal (1994), a Comenda Maria Quitéria (1987), a Medalha do Mérito do Estado da Bahia (1991) e a Medalha Dois de Julho, da prefeitura de Salvador.
Em 14 de março de 2002, tomou posse na cadeira 28 da Academia de Letras da Bahia. Além desta instituição e das outras já citadas, foi correspondente do Instituto Histórico e Geográfico Brasileiro e de vários de seus homólogos de Goiás, Minas Gerais, Paraíba, Pernambuco, Rio de Janeiro, Rio Grande do Norte e Santa Catarina).

## Vida pessoal
Casada com o neurologista Plínio Garcez de Sena, era mãe de quatro filhos - Maíra, Maria Luísa, Maurício e Eduardo, este último também professor da UFBA.  
Em 2014, Consuelo passou por uma cirurgia cardíaca, da qual nunca se recuperou completamente. Após internação no Hospital Português, veioa falecer ali,  por falência de múltiplos órgãos, aos oitenta e um anos. Foi velada na sede do Instituto Geográfico e Histórico, do qual era a presidenta havia dezenove anos. A seguir, seu corpo foi cremado no Cemitério Jardim da Saudade.

## Principais trabalhos
Escreveu inúmeros artigos em revistas especializadas. Foi colaboradora de jornais baianos como A Tarde e Tribuna da Bahia.
Livros
- Trajetória Histórica de Juazeiro (em colaboração com Angelina Garcez, 1992.
- Cortes no Tempo (crônicas). Fundação Cultural do Estado da Bahia / Memorial das Letras, 1997.
- A Hidranja azul e o Cravo vermelho (crônicas) Salvador: SCT/SUDECULT, 2002
- Bernardino de Souza: vida e obra (organizadora) Salvador: Quarteto Editora, 2010.
- No Insondável Tempo (crônicas) Salvador: Quarteto Editora, 2014.